# Campanha de alfabetização cubana
A Campanha de Alfabetização Cubana, ou Campanha Nacional de Alfabetização em Cuba (em espanhol: Campaña Nacional de Alfabetización en Cuba) foi um esforço de oito meses para eliminar o analfabetismo em Cuba após a Revolução Cubana. Começou em abril de 1961 e terminou em 22 de dezembro de 1961, elevando com sucesso a taxa de alfabetização de Cuba para quase cem por cento.
Antes de 1959, a taxa de alfabetização em Cuba era de cerca de 77%, tal como assinalado pela UNESCO. Esta era a 4.ª taxa mais elevada da América Latina. O governo cubano de Fidel Castro a pedido de Che Guevara apelidou 1961 de "ano de educação" e enviou "brigadas de alfabetização" para o campo para construir escolas, formar novos educadores, e ensinar os guajiros (camponeses) predominantemente analfabetos a ler e escrever. No final da campanha, considerada "um sucesso notável", 707,212 adultos foram ensinados a ler e a escrever, elevando a taxa de alfabetização nacional para 96%. Em 2010, de acordo com a UNESCO, a taxa de alfabetização de Cuba para os maiores de 15 anos era de 99%. Economistas do projeto Our World In Data da Universidade de Oxford (utilizando uma compilação de recursos de Oxford, Banco Mundial e UNESCO) calcularam que, durante esse mesmo período de 50 anos (1960-2010), a taxa de alfabetização da Bolívia aumentou de 44% para 92%; a do Brasil de 60% para 91%; a da Colômbia de 70% para 94% e a do Paraguai de 73% para 94%. A partir de 2011, a mediana da taxa de alfabetização da América Latina e Caraíbas era de 93%. As taxas de alfabetização mais elevadas na América do Sul resultaram em parte da exportação do modelo da campanha de alfabetização cubana para outros países, com uma maioria de sucesso a nível internacional. Entretanto, em casa, os cubanos continuaram a luta pela melhoria da alfabetização, impulsionando a educação contínua dos cidadãos para além de um nível de leitura do 1.º ano.
Em 2011, a produtora e realizadora Catherine Murphy [en] lançou o documentário de 33 minutos Maestra [en] sobre a campanha de alfabetização cubana. O filme inclui entrevistas com voluntários que ensinaram durante a campanha e filmagens de arquivo de 1961. Catherine Murphy documenta as transgressões dos papéis de género de jovens voluntárias contra as suas famílias e a paixão de jovens demasiado jovens para participar na Revolução, mas ansiosas por participar na Campanha de Alfabetização.

## Contexto

### Reformas
O ditador Fulgencio Batista foi derrubado por um movimento guerrilheiro armado conhecido como Movimento 26 de Julho (Movimiento 26 de Julio) a 1 de janeiro de 1959. O novo governo revolucionário, liderado por Fidel Castro, deu imediatamente início a uma série de reformas sociais e económicas. Entre estas estavam a reforma agrária, a reforma da saúde e a reforma da educação, todas elas melhorando dramaticamente a qualidade de vida entre os setores mais baixos da sociedade cubana.

### Emigração
Durante a turbulência dos primeiros anos da revolução, a fuga de muitos trabalhadores qualificados provocaram uma "fuga de cérebros". Esta perda de capital humano desencadeou uma renovação do sistema educativo cubano para acomodar a instrução de novos trabalhadores, que tomariam o lugar dos que tinham emigrado do país.

### Desenvolvimentos ideológicos
Para além da renovação das infraestruturas de Cuba, havia fortes razões ideológicas para a reforma da educação. Em Cuba pré-Revolucionária, havia uma dicotomia entre cidadãos urbanos e cidadãos rurais (que eram frequentemente trabalhadores agrícolas). A Revolução Cubana foi impulsionada pela necessidade de igualdade, particularmente entre estas classes. Antes da campanha, a taxa de analfabetismo entre os habitantes das cidades era de 11% contra 41,7% nas zonas rurais.
A Campanha de Alfabetização foi concebida para forçar o contacto entre setores da sociedade que normalmente não interagiriam. Tanto que o governo colocou os professores urbanos em ambientes rurais, onde foram empurrados para se tornarem como os camponeses de modo a quebrar as barreiras sociais. Como Fidel Castro disse em 1961, enquanto se dirigia aos professores de alfabetização: "Vocês vão ensinar, e vocês vão aprender". Os voluntários da cidade muitas vezes não estavam conscientes das más condições dos cidadãos rurais até às suas experiências durante esta campanha. Além da alfabetização, a campanha visava criar uma identidade coletiva de "unidade, [uma] atitude de combate, coragem, inteligência, e um sentido de história". Materiais educativos politizados foram utilizados para promover estes ideais. Além disso, Castro chegou ao ponto de afirmar a necessidade de as populações rurais assumirem o papel de professor, educando as populações urbanas. O esforço foi rotulado como um movimento do povo e deu aos cidadãos um objetivo comum, aumentando a solidariedade.

## História
Os primeiros suspiros da Campanha de Alfabetização Cubana surgiram sob a forma de um período preparatório que durou entre setembro e dezembro de 1960. Os esforços de preparação para a Campanha de Alfabetização foram vastos e complicados, exigindo em simultâneo, a inclusão de muitos departamentos do governo para assegurar o sucesso da educação e localização dos brigadistas, supervisionando-os e assegurando o seu regresso bem-sucedido a casa. Além disso, o sucesso das ferramentas pedagógicas e da teoria pode ser creditado à Dra. Ana Echegoyen de Cañizares, uma estudiosa afro-cubana feminista creditada por liderar os esforços pedagógicos da Campanha em Cuba e na América Latina.

### Primeira fase
Após este período, a campanha foi programada para ser implementada através de um programa em 3 fases. Isto ocorreu em 1961, uma época também conhecida como o "Ano da Educação". A primeira fase consistiu na formação dos educadores profissionais da brigada de alfabetização - conhecidos como os Alfabetizadores populares - o currículo e na familiarização com o texto que seria utilizado para ensinar os seus alunos. Este livro, que fora escrito especificamente para os fins da campanha, tinha o título Alfabeticemos, os brigadeiros foram também expostos à cartilha do estudante, o que os ajudaria a educar melhor os seus alunos. Esta cartilha é mais conhecida pelo seu título, Venceremos. Este período de formação decorreu entre janeiro e finais de abril de 1961.

### Segunda fase
A partir do mês de abril, Fidel optou por fechar as escolas no início do verão. Ele tomou esta decisão para permitir aos estudantes complementar o tempo perdido nas aulas, ao participarem na campanha de alfabetização e ao ensinar adultos analfabetos. Este plano encorajou vários estudantes a juntarem-se à campanha, cerca de 105.664, e juntos formaram os Brigadistas Conrado Benitez. Estes estudantes foram submetidos a um intensivo treino de uma semana para os preparar para o desafio que os esperava.

### Terceira fase
Num esforço para intensificar a campanha, e assegurar o seu sucesso antes do final do ano, Castro começou a recrutar mais educadores das fábricas, e aqueles que se alistaram formaram a brigada de operária Patria o Muerte. Este foi o esforço final para identificar os restantes membros da população que ainda eram analfabetos, e encontrar aqueles que mais dificuldades tinham. Aqueles que não tiveram sucesso no programa tradicional foram colocados em campos de aceleração para os ajudar a superar o analfabetismo na linha temporal de um ano que fora estipulada por Castro.

## Organização

### Voluntários
Estima-se que 1.000.000 de cubanos estiveram diretamente envolvidos (como professores ou alunos) na Campanha de Alfabetização. Havia quatro categorias de trabalhadores:
1. Brigada "Conrado Benitez" (Brigadistas Conrado Benitez) — 100.000 jovens voluntários (com idades compreendidas entre os 10-19 anos) que saíram da escola para viver e trabalhar com estudantes no campo. O número de estudantes que saíram das escolas para se voluntariarem foi tão grande que foi criado um ensino alternativo durante 8 meses no ano letivo de 1961.
2. Alfabetizadores populares (Alfabetizadores populares) — Adultos que se voluntariaram para ensinar em cidades ou vilas. Está documentado que 13.000 operários fabris deram aulas para os seus colegas de trabalho analfabetos após o horário de trabalho. Este grupo inclui os indivíduos que pensavam que amigos, vizinhos, ou familiares estavam fora das suas casas.
3. Brigada "Pátria ou Morte" (Patria ou Muerte Brigadistas) — Um grupo de 15.000 trabalhadores adultos que foram pagos para ensinar em locais rurais remotos através de um acordo com os seus colegas de trabalho, onde seriam substituídos, de modo que a mão de obra continuasse forte e sólida.
4. Brigadas de Professores — um grupo de 15.000 professores profissionais que supervisionaram os aspetos técnicos e organizacionais da campanha. Com o progresso de 1961, o seu envolvimento cresceu ao ponto de a maioria dos professores ter participado a tempo inteiro na maior parte da campanha. A Brigada "Pátria ou Morte", com a Brigada de Professores, é por vezes simplesmente referida como a Brigada dos Trabalhadores (Brigadistas Obreros).[1][9][18][19]

O governo forneceu material didático aos voluntários. Os trabalhadores que viajaram para locais rurais para ensinar receberam um uniforme cinzento padrão, uma manta quente, uma rede para dormir, dois livros escolares - Alfabeticemos e Venceremos - e uma lanterna alimentada a gás, para que as aulas pudessem ser dadas à noite após o fim do horário de trabalho.
A campanha visava elevar os cubanos a um nível de leitura padrão. O nível mínimo foi estabelecido em alcançar a capacidade de leitura de um aluno do primeiro ano, um limite que permitiu à organização ser mais eficiente e eficaz.

### Papéis de género
Antes da revolução, o papel da mulher enquadrava-se nas noções patriarcais de uma nação pós-colonial, na qual as mulheres deviam permanecer no culto da domesticidade [en], raramente permitidas no exterior sem estarem acompanhadas, e tinham um acesso muito limitado a oportunidades educacionais ou profissionais. Embora grande parte da retórica em torno da Campanha de Alfabetização Cubana se tenha centrado na criação de um novo e melhor tipo de homem, é importante reconhecer que com isto vieram mudanças revolucionárias nos papéis das  mulheres em Cuba. Apesar da campanha tenha sido dirigida principalmente aos homens, mais de metade dos educadores que se voluntariaram para promover o esforço foram mulheres. Muitas mulheres também atuaram como beneficiárias, tornando-as essenciais para o sucesso do programa e contribuíram em vários aspetos. A narrativa apresentada pelo próprio Castro e a campanha como transformando a educação, um espaço tipicamente feminino, num espaço que foi militarizado ofereceu o enquadramento para as mulheres serem desafiantes e participarem no movimento. Em última análise, as mulheres foram capacitadas ao saírem de casa, com ou sem o apoio das suas famílias, capazes de alcançar mais oportunidades de educação após a campanha, e contribuir para a mudança da cultura cubana. Apesar da presença persistente do patriarcado em Cuba, estas jovens mulheres e brigadistas fizeram contribuições para mudar a nova cultura emergente numa Cuba socialista pós-revolucionária.

### Militarização da educação
As mulheres tomarem o papel de educadoras não foi uma novidade em Cuba, mas a militarização do papel surgiu em conjunto com a Campanha de Alfabetização Cubana. O próprio Castro afirmou num discurso proferido em maio de 1961, que a Revolução Cubana tinha dois exércitos, as milícias normalmente associadas à revolução, e o seu "exército de alfabetizadores" ou apenas alfabetizadores que eram responsáveis por travar uma guerra contra o analfabetismo.
Uma responsabilidade tradicional das mulheres foi feita para se ajustar aos ideais cubanos de heroísmo e serviço através de meios de militarização. Os voluntários da campanha foram tratados muito como soldados, organizados nas brigadas acima mencionadas, e foi-lhes fornecido vestuário semelhante ao vestuário militar, independentemente do sexo. De tal perspetiva, a campanha está envolta em hipermasculidade, escondendo o facto de as mulheres serem uma grande força motriz do esforço sob o disfarce de "ideais masculinos".

## Efeitos
Centenas de milhares de alfabetizadores marcharam até à Plaza de la Revolucion a 22 de dezembro de 1961, carregando lápis gigantes, entoando juntos: "Fidel Fidel diz-nos o que mais podemos fazer". "Estudar, estudar, estudar!" veio a resposta.

### Oposição
Jovens professores foram por vezes assassinados por insurrectos na rebelião de Escambray [en] devido aos seus laços com o governo cubano. Há numerosas acusações de que estes militantes foram apoiados pelo Governo dos Estados Unidos.
Os apoiantes da revolução que eram demasiado jovens ou incapazes de participar na queda de Fulgencio Batista viram a campanha como uma oportunidade de contribuir para o sucesso do novo governo e esperavam infundir uma consciência revolucionária nos seus estudantes. Muitos dos textos instrucionais utilizados durante a Campanha de Alfabetização centraram-se na história da Revolução e tinham fortes mensagens políticas, o que tornou o movimento num alvo da oposição.
Alguns pais, com medo que os seus filhos fossem colocados sob supervisão militar e obrigados a deixar as suas casas para ensinar, deixaram-nos sair de Cuba através da Operação Pedro Pan.

### Educação em Cuba
"Antes de 1959 era o campo versus a cidade. A campanha de alfabetização uniu o país porque, pela primeira vez, as pessoas da cidade compreenderam como a vida era dura para as pessoas antes da revolução, que elas sobreviviam por si próprias, e que, como pessoas, tinham muito em comum. Isto era muito importante para o novo governo".— Luisa Yara Campos, Diretora do museu de alfabetização cubano
Muitos dos voluntários da Campanha de Alfabetização continuaram a seguir carreiras de ensino, e a taxa de professores é agora 11 vezes maior do que era antes da revolução. Antes do governo revolucionário nacionalizar as escolas, as instituições privadas excluíam frequentemente grandes segmentos da sociedade; os cubanos ricos recebiam frequentemente instrução exemplar em escolas privadas, enquanto as crianças da classe trabalhadora recebiam educação de baixa qualidade ou não frequentavam a escola de forma alguma. A educação tornou-se acessível a um segmento muito maior da população após 1959. A percentagem de crianças matriculadas na escola em Cuba (idades entre 6 e 12 anos) aumentou dramaticamente ao longo dos anos:
- 1953 — 56%
- 1970 — 88%
- 1986 — ≈100% [1]

Estima-se que 268.000 cubanos trabalharam para eliminar o analfabetismo durante o Ano da Educação, e cerca de 707.000 cubanos tornaram-se alfabetizados até 22 de dezembro de 1961. Em 1962, a taxa de alfabetização do país era de 96%, uma das mais elevadas do mundo. Com um aumento do número de estudantes instruídos, houve também um aumento da procura de professores para encher as escolas e continuar a educar as massas que agora eram alfabetizadas. Os estudantes deveriam continuar a sua educação, visto que o governo tornou alcançar uma aprendizagem mais elevada mais acessível nos anos seguintes.
O sucesso da campanha deve-se em parte ao facto de ter chamado a atenção do governo para as questões sistemáticas do país. Questões importantes como a saúde e os cuidados de saúde em Cuba [en], bem como a falta de acessibilidade aos cuidados infantis, e outras desvantagens em grande medida determinadas pela classe social, revelavam-se barreiras à educação em Cuba [en]. Este esclarecimento permitiu-lhes alterar algumas das questões estruturais que inibiam o nível global de educação dos cubanos. Além disso, a medicina e a educação tornaram-se peças primordiais da nova sociedade pós-Revolução, deviam exemplificar a retórica do "Novo Homem" apresentada por Che Guevara, um antigo médico.
A campanha original de alfabetização de 1961 fazia parte de um plano mais amplo para educar a população para além da simples alfabetização ao nível do 1.º ano, que foi chamado de Batalha pelo Primeiro Ano. O fim das batalhas de alfabetização foi o sucesso da Batalha pelo Nono Ano, travada no início dos anos 80, e em 1989 o nível de alfabetização da ilha estava acima do nível do nono ano. Contudo, em 1980, 1,5 milhões de adultos participantes já tinham atingido o nível de leitura do sexto ano e já estavam no planeamento para continuar um caminho de educação permanente para todos.

### Campanhas internacionais de educação
Educadores de alfabetização cubanos treinados durante a campanha continuaram a ajudar em campanhas de alfabetização em 15 outros países, para as quais uma organização cubana recebeu o Prémio de Alfabetização King Sejong [en] da UNESCO. Além disso, ao longo dos últimos 50 anos, milhares de professores de alfabetização cubanos voluntariaram-se em países como o Haiti, Nicarágua e Moçambique. O sucesso das campanhas internacionais de alfabetização pode ser atribuído a um modelo flexível desenvolvido por uma equipa de cubanos liderada por Leonela Relys, uma antiga brigadista, intitulada Yo, sí puedo (Sim, eu posso), que ganhou ímpeto com cada adaptação em diferentes países sendo bem sucedida, incluindo a campanha de alfabetização da Nicarágua nos anos 80. As campanhas de alfabetização foram ainda mais impulsionadas para a cena internacional com a criação em 2004 da Aliança Bolivariana para os Povos da Nossa América (Espanhol: Alianza Bolivariana para los Pueblos de Nuestra América, ALBA). Agora, as campanhas estão presentes em 26 países em todo o mundo e a prova do sucesso das campanhas continua a ser verificada pela UNESCO, que declarou cinco países latino-americanos livres de analfabetismo (Cuba, Venezuela, Equador, Bolívia, Nicarágua). Contudo, nem todos os programas exportados são tão bem sucedidos, como o caso de Timor-Leste, no qual as mudanças de governo, várias línguas faladas e a falta de um programa pós-literacia se unem para criar circunstâncias perigosas em que os estudantes das campanhas de alfabetização possam voltar ao analfabetismo.

## Legado
O Museu da Campanha Nacional de Alfabetização (Museu Nacional de la Campaña de Alfabetización) está localizado na cidade de Escolar Libertad e foi inaugurado a 29 de dezembro de 1964. As cartas de agradecimento a Fidel Castro, utilizadas pela UNESCO para avaliar o sucesso da campanha em 1964, são guardadas com fotografias e detalhes de todos os 100.000 voluntários num museu em La Ciudad Libertad (Cidade da Liberdade), que se encontra na vasta antiga sede de Fulgencio Batista, nos subúrbios ocidentais de Havana. Entre os outros bens premiados do museu estão amostras dos manuais para brigadistas e dos livros destinados aos seus estudantes, o relatório da UNESCO que cimentou o sucesso da campanha de alfabetização, e jornais da época, bem como filmagens em vídeo do trabalho dos voluntários. O objetivo do Museu, tal como o de muitos outros museus em todo o mundo, é preservar, conservar e divulgar a formação de um património, ideologia, sociedade, ou façanha. Os esforços do museu vão para além da conservação e estão abertos à comunidade, investigadores, escolas, com o compromisso de continuar a educar sobre a história da campanha de alfabetização à medida que se espalha por outras partes do mundo.